# デイブレイク J-POPS
デイブレイク J-POPS（デイブレイク ジェイポップス）は、1994年4月から1997年9月にかけて、JFN制作で放送されていたラジオ番組。JFN系列局をネットして日曜深夜（月曜早朝）4時～6時まで放送された。

## 概要
1994年4月、JFN系列の深夜枠が一新された（「ラジ王」の項を参照）。この番組の放送当時、JFN各局は朝6時を1日の放送の境とし、番組が編成されていた。そのため、月曜早朝は6時から放送開始となる局が多かったが、AMラジオの各局は当時5時からの放送開始の局が多かったため、対抗上5時または4時から放送を開始する局のために編成されたのがこの番組であった。そのため、5時を境にした飛び乗り・飛び降りが対応できる編成となっていた。
内容は、毎回ひとつのテーマに沿って、テーマをイメージした曲を1時間当たり10曲前後放送するという内容であった。2・3曲ずつ曲をかけていき、その間ではテーマをイメージしたフリートークや、1時間に一度、次にかかる曲をイメージした「ドラマ風トーク」的コーナーなどもあった。

編成変更によりJFN各局も5時を1日の境とするようになった1997年9月で終了している。
テーマにそった選曲をする、というコンセプトを復活させた「音楽自由区。」が2010年4月にスタートした。
ちなみに「J-POPS」とは「ジャパニーズ・ポップス (Japanese Pops)」のことである。

2000年代に入って以降、邦楽サウンドは全般的に「J-POP（ジェイポップ）」と呼ぶことがほとんどであるが、この番組が放送されていた90年代前半は基本的に浸透していなかった。

というのも、そもそもこの言葉自体はJFNにも加盟するエフエム東京（TOKYO FM）や首都圏のFM局の最大のライバルでもあるJ-WAVEが開局した1988年にJ-WAVEが生み出した言葉であり、それには「Japanese Pops」のみならず「音楽中心のJ-WAVEがセレクトする最先端の日本のPops Sound」という意味合いがあったからだとされている（事実、そのころのJ-WAVEの公式チャートでも邦楽が入ってくることは非常に少なく、チャート番組担当のクリス・ペプラーもそのように語っている）。

そのため、TOKYO FMでは対抗するように「J-POPS」、ならびに「Japanese Pops Refrain」という言葉を多用、「J-POP」を使わないような方針としていた。

90年も後半になると、他の雑誌やメディアが「J-POP」を多用しだしたこともあり、TOKYO FMやJFNでも使用するようになっている（風潮として「日本の」の意味合いで『J-』を多用したことも一因）。

## パーソナリティ
- 関淑子

## ネット局
- FM青森（『大学受験ラジオ講座』のため5:00飛び降り → 1995年4月からフルネット）
- FM秋田（1995年10月から、5:00 - 5:45 → 1996年4月から5:00 - 5:55）
- FM山形（フルネット → 1994年10月から5:00飛び降り → 1995年4月から再びフルネット）
- エフエム福島（1995年10月（開局時）から、5:00 - 6:00）
- RADIO BERRY
- FM群馬
- FM新潟
- FM AICHI（5:00 - 6:00）
- FM三重
- FMとやま
- FM石川
- FM福井
- FM滋賀（1996年12月開局時から）
- FM山口（1995年4月から、5:00 - 6:00）
- FM徳島
- FM香川
- FM高知
- FM中九州（5:00 - 6:00）
- FM大分（5:00 - 6:00）
- FM宮崎（5:00 - 6:00）
- FM鹿児島
- FM沖縄（1995年10月から、5:00 - 6:00）

## スポンサー
- 原則、ローカルセールス。

| JFN系 日28時～30時（月4時～6時）の深夜（早朝）番組（1994年4月～1997年9月） | JFN系 日28時～30時（月4時～6時）の深夜（早朝）番組（1994年4月～1997年9月） | JFN系 日28時～30時（月4時～6時）の深夜（早朝）番組（1994年4月～1997年9月） |
| 前番組                                                                     | 番組名                                                                     | 次番組                                                                     |
| -------------------------------------------------------------------------- | -------------------------------------------------------------------------- | -------------------------------------------------------------------------- |
| 特選おとぐるめ                                                             | デイブレイク J-POPS （28時～30時）                                         | アンクルJの雑学百科（28時～29時） THIS MORNING（5時～8時55分）枠拡大       |